# Notoscyphus pandei
Notoscyphus pandei là một loài Rêu trong họ Jungermanniaceae. Loài này được Udar & Ad. Kumar mô tả khoa học đầu tiên năm 1981.